# ボリース・リスノーフ
ボリース・パーヴロヴィチ・リスノーフ(ロシア語:Борис Павлович Лисунов バリース・パーヴラヴィチュ・リスノーフ、1898年 - 1946年)は、ソ連の航空機設計者。

## 概要
ボリース・リスーノフは、ソ連の経済活動家にして技術大佐であった。1936年には、アメリカ合衆国カリフォルニア州サンタモニカのダグラス社の航空機工場を見学に訪れた。
1938年には、ロシア・ソビエト連邦社会主義共和国モスクワ州ヒームキの第84航空機工場の主任技師に任命された。そのため、この工場は「リスノーフ設計局」と呼ばれることもある。
しかし、この年から1940年の間、ヴラジーミル・ミハーイロヴィチ・ミャスィーシチェフとともに収容所に入れられていた。この時代、多くの設計者がサボタージュなどを理由に収容所送りにされていた。
リスノーフは、収容所にいながらそこでライセンス生産の許可を得たDC-3の量産化に取り組んだ。寒冷地に適したエンジンへの換装などの改設計を行い完成された機体はPS-84(第84航空機工場の旅客機)と名付けられた。機体は1939年に初飛行に成功した。PS-84の成功のためもあり、リスノーフは収容所生活を脱することができた。
PS-84は、大祖国戦争の開始翌年の1942年に赤軍への採用が決定された。これに伴い、機体はリスノーフの名に因んだLi-2という正式名称を与えられた。Li-2は、輸送機、貨物機、旅客機などの他、夜間爆撃機としても使用された。
リスーノフの死後、Li-2はウクライナのアントノフ設計局で取り扱われるようになった。また、Li-2からはIl-12やIl-14などの旅客機が開発され、戦後のソ連の旅客・貨物輸送を担った。